# فيل ميلز
فيل ميلز (بالإنجليزية: Phil Mills)‏ هو مساعد سائق ‏ بريطاني، ولد في 30 أغسطس 1963 في Trefeglwys ‏ في المملكة المتحدة.

## روابط خارجية
- فيل ميلس على موقع Rallye-info.com (الإنجليزية)